# Sinixt

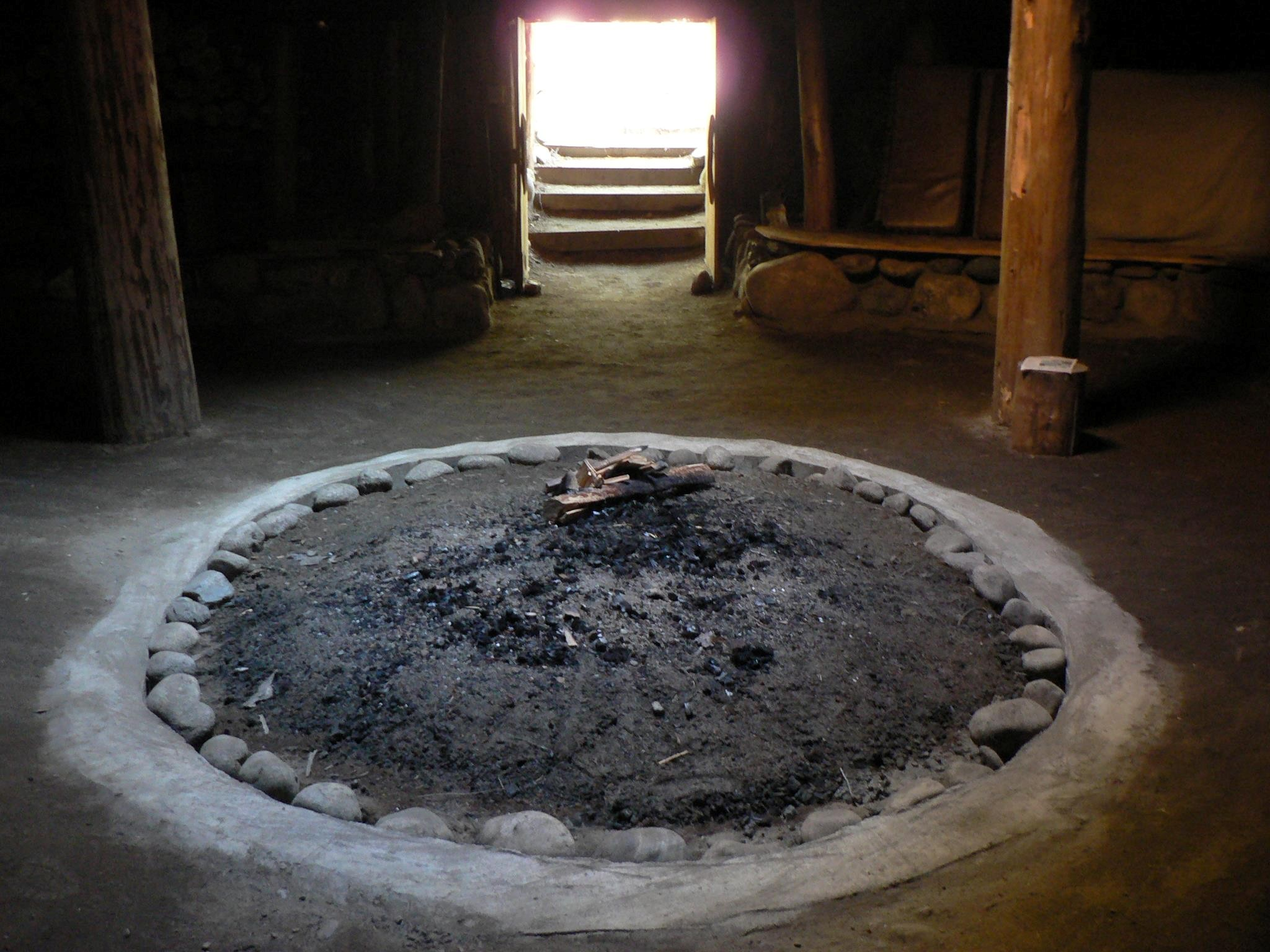
Iintérieur d'une maison sinixte.

Les Sinixt (également connu sous les noms de Sin-Aikst ou Sin Aikst, Senjextee, Arrow Lakes Band ou de The Lakes) sont une nation autochtone d'Amérique du Nord.
Historiquement, ils vivaient principalement dans ce qui constitue aujourd'hui la région de West Kootenay en Colombie-Britannique au Canada et les régions adjacentes de l'est de l'État de Washington aux États-Unis. Les Sinixt sont du groupe des langues salish. Aujourd'hui, ils vivent principalement dans la réserve indienne de Colville dans le Washington.